# Ricardo Primitivo González
Ricardo Primitivo González Caruso (Buenos Aires, 12 maggio 1925) è un ex cestista argentino.

## Carriera
È stato capitano della Nazionale Argentina di basket che vinse il primo campionato mondiale di Basket svoltosi a Buenos Aires nel 1950.
Era un giocatore del Club Atletico Palermo, fondato nel 1914 nel quartiere di Palermo a Buenos Aires.
Durante il periodo della "Revolución Libertadora", fu sospeso a vita dall'attività di giocatore perché accusato di profesionalismo, ovvero di praticare attività sportiva professionistica retribuita, in un'epoca in cui ciò era vietato. Tale sospensione gli fu revocata solo molti anni dopo; tuttavia González non ritornò più a giocare. Il film "Tiempo muerto" (premiato nel 2010 al 25º Festival internazionale del cinema di Mar del Plata) documenta questi eventi.
Il nome di Ricardo Primitivo González figura nel FIBA Hall of Fame dal 2009.
Nel 2025 ha festeggiato i 100 anni di età.

## Palmarès
- FIBA World Cup All-Tournament Teams: 1

1950